# Роос, Чарльз
Чарльз Фредерик Роос (англ. Charles Frederick Roos; 18 мая 1901 год, Новый Орлеан, США — 6 января 1958 год, Нью-Йорк, США) — американский экономист, профессор экономики, президент Эконометрического общества в 1948 году.

## Биография
Чарльз родился 18 мая 1901 года в городе Новый Орлеан, США в семье отца Чарльза Эшбаха Роос и матери Мэри Изабель Роос (Холдсворт).
Ч. Роос получил степень бакалавра искусств (B.A.) в 1921 году, магистерскую степень (M.A.) в 1924 году и докторскую степень (Ph.D.) в 1926 году в Университете Райса. Научным руководителем был профессор Гриффит С. Эванс. Затем продолжил пост- обучение в качестве научного исследователя в Чикагском университете в 1926—1927 годах и в Принстонском университете в 1927—1928 годах.
Свою преподавательскую карьеру начал помощником преподавателя по математике в Университете Райса в 1920—1921 годах, затем был подрядчиком гражданского строительства в 1921—1923 годах, преподавателем в Университете Райса в 1924—1926 годах, научным сотрудником по математике Национального научного совета в 1926—1928 годах. В 1928—1931 годах был ассистентом профессора по математике в Корнеллском университете.
В это же время был членом и секретарём в 1928—1931 годах, постоянным секретарём в 1931—1933 годах Американской ассоциации содействия развитию науки.
В 1930 году Чарльз Роос становится одним из основателей Эконометрического общества, был его членом, секретарём казначеем в 1931—1932 годах, секретарём в 1932—1936 годах, вице-президентом в 1947 году, и президентом в 1948 году.
Был членом Мемориального фонда Джона Саймона Гуггенхайма в 1933 году, главным экономистом и директором по исследованиям Национальной администрации восстановления (NRA) в 1933—1934 годах, затем был первым профессором по эконометрике в Колорадо- колледже в 1934—1937 годах, также занимал должность директора Комиссии Коулза по исследованиям в экономике в 1934—1937 годах. Затем он основал Эконометрический институт, в котором был президентом и директором по исследованиям с 1938 до своей смерти в 1958 году.
Был членом Международного статистического института, Американского математического общества, Математической ассоциации Америки, Американского статистического ассоциации, Института математической статистики.
Чарльз Роос умер 6 января 1958 года в Нью-Йорке.
Семья
Чарльз Роос первый раз женился 24 марта 1925 года на Мэри Мэй Барколу (1904—1989), затем женился второй раз на Маргарет Элизабет Миллер, у них родился сын Чарльз Эдвин Роос.